# Rheumaptera rosenbergi
Rheumaptera rosenbergi là một loài bướm đêm trong họ Geometridae.